# Agaricochara latissima
Agaricochara latissima är en skalbaggsart som först beskrevs av Stephens 1832.  Agaricochara latissima ingår i släktet Agaricochara, och familjen kortvingar. Enligt den svenska rödlistan är arten nära hotad i Sverige. Arten förekommer i Götaland, Svealand och Nedre Norrland. Artens livsmiljö är skogslandskap, jordbrukslandskap, stadsmiljö.